# Дюїє
Дюїє (фр. Duillier) — громада  в Швейцарії в кантоні Во, округ Ньйон.

## Географія
Громада розташована на відстані близько 115 км на південний захід від Берна, 34 км на південний захід від Лозанни.
Дюїє має площу 4,1 км², з яких на 16,3% дозволяється будівництво (житлове та будівництво доріг), 76% використовуються в сільськогосподарських цілях, 7,7% зайнято лісами, 0% не є продуктивними (річки, льодовики або гори).

## Демографія
2019 року в громаді мешкало 1089 осіб (+1,2% порівняно з 2010 роком), іноземців було 23,7%. Густота населення становила 265 осіб/км².
За віковим діапазоном населення розподілялося таким чином: 24% — особи молодші 20 років, 61,6% — особи у віці 20—64 років, 14,4% — особи у віці 65 років та старші. Було 432 помешкань (у середньому 2,5 особи в помешканні).
Із загальної кількості 329 працюючих 23 було зайнятих в первинному секторі, 157 — в обробній промисловості, 149 — в галузі послуг.